# Chase Oliver
Chase Oliver (ur. 1985) – amerykański aktywista libertariański.

## Życiorys
Urodził się w 1985 roku. Pracował jako przedstawiciel handlowy w firmie świadczącej usługi finansowe oraz pracownik działu HR w firmie związanej z sektorem papierów wartościowych.
Swoją działalność aktywistyczną rozpoczął od sprzeciwu wobec II wojnie w Zatoce Perskiej prowadzonej przez prezydenta USA George'a W. Busha. Początkowo należał do Partii Demokratycznej i popierał starania Baracka Obamy o stanowisko prezydenta w 2008 roku. Oliver oświadczył, że przekonał go program Obamy dążący do odejścia od polityki Busha, jednak gdy Obama został prezydentem, okazało się, że jego polityka kłóci się z antywojennymi przekonaniami Olivera. W 2010 roku dołączył do Partii Libertariańskiej.
W 2020 roku bezskutecznie kandydował z Georgii na członka Izby Reprezentantów.
W 2022 roku kandydował na senatora II klasy reprezentującego Georgię. Jego kampania zakończyła się przegraną, ale zyskał szersze zainteresowanie w mediach, ponieważ zdobył powyżej 2% głosów. Udzielił w związku z tym wywiadów dla telewizji CNN i czasopisma Rolling Stone, które nazwało go najbardziej wpływowym aktywistą libertariańskim tego roku. W swoich kampaniach wyborczych określał się jako uzbrojony i gej, nawiązując w ten sposób do swojej orientacji i poglądów, które w opinii społecznej były uważane za charakterystyczne dla dwóch przeciwnych środowisk politycznych.
W 2022 roku ogłosił zamiar kandydowania w wyborach prezydenckich w 2024 roku.

## Poglądy polityczne
Określił się jako zwolennik prawa do posiadania broni i prawa do aborcji. Wyraził opinię, że wolny rynek jest najlepszym rozwiązaniem problemu zmian klimatycznych. Sprzeciwił się wojnie z narkotykami i opowiedział się za legalizacją marihuany. Poparł reformę systemu wyborczego na rzecz ordynacji preferencyjnej. W kwestiach imigracyjnych opowiedział się za systemem na wzór Ellis Island.

## Wyniki wyborcze
Poniżej wymienione zostały wybory powszechne, w których Chase Oliver wziął czynny udział. Poprzez głównego kontrkandydata rozumie się kandydata, który w danych wyborach wygrał lub zajął drugie miejsce, jeśli wygrał Chase Oliver.
| Rok  | Wybory                                                         | Partia | Partia                | Główny kontrkandydat | Główny kontrkandydat        | Wynik            | Wynik | Wynik   |
| Rok  | Wybory                                                         | Partia | Partia                | Główny kontrkandydat | Główny kontrkandydat        | Głosy powszechne | %     | Wygrana |
| ---- | -------------------------------------------------------------- | ------ | --------------------- | -------------------- | --------------------------- | ---------------- | ----- | ------- |
| 2020 | Wybory do Izby Reprezentantów z 5. okręgu Georgii              |        | Partia Libertariańska |                      | Kwanza Hall (Demokrata)     | 712              | 2,04  | N       |
| 2020 | Wybory na senatora II klasy stanu Georgia                      |        | Partia Libertariańska |                      | Raphael Warnock (Demokrata) | 81 365           | 2,07  | N       |
| 2024 | Prawybory Partii Libertariańskiej przed wyborami prezydenckimi |        | Partii Libertariańska |                      |                             |                  |       |         |